# Júlia César (esposa de Caio Mário)
Júlia foi uma tia de Júlio César e esposa de Caio Mário. O casamento com uma família importante foi benéfico à carreira inicial de Mário, e parentesco, por casamento, entre Mário e César foi importante no início da carreira do último.

## Família
De acordo com Júlio César, no discurso fúnebre de sua tia Júlia, os Júlios eram descendentes dos deuses, através da deusa Vênus.
De acordo com o genealogista inglês William Berry, ela era filha de Caio Júlio César e Márcia, filha de Quinto Márcio Rei. Seu pai, Caio, era filho de Caio, e este filho de Sexto, um tribuno militar. De acordo com Suetônio, a avó paterna de César era uma descendente de Anco Márcio, que pertencia à família dos Márcios Reis.
Caio, pai de Júlia, foi também o pai de  Caio, que foi o pai de Júlio César, o ditador. De acordo com William Berry, Márcia foi a mãe dos dois filhos de Caio, o pai de Júlia.

## Casamento
Júlia se casou com Caio Mário e com quem teve Caio Mário, o Jovem.
Mário se casou com Júlia após ter ganho popularidade, pois a família de Júlia era importante.
Este casamento influiu na carreira inicial de Júlio César: César, por sua relação com Mário, odiava Sula, e Sula chegou a pensar em matar César, quando este era jovem, porque via nele vários Mários.

## Após sua morte
César, seu sobrinho, nos seus funerais, fez o discurso fúnebre, e ousou exibir imagens de Mário, que não haviam sido exibidas desde a administração de Sula, que declarou Mário e seus amigos como inimigos públicos. Quando César tornou-se líder do partido de Mário, que se encontrava fraco, um dos motivos para ele ser aceito como líder foi seu parentesco com Mário.